# 王驥 (崇禎進士)
王驥（？—1658年），字冀超，直隸鎮江府丹徒縣人，明朝、南明政治人物。

## 生平
王驥是天啟七年（1627年）丁卯科應天鄉試舉人，崇禎元年（1628年）聯捷進士，歷官浙江嘉興、湖廣孝感知縣，陞兵部主事、湖廣湖北參議、廣東右布政使，入為太僕寺卿。弘光元年（1645年）正月，經左良玉推薦，任兵部右侍郎，以都察院副都御史巡撫湖廣，他推辭不赴任。永曆十二年（1658年），因鄭成功充當內應而遭清朝朝廷抓拿殺害。
妾侍胡氏是江都人，被逮捕後服毒寫下絕命詩後去世。

## 引用
1. 1 2  錢海岳《南明史·卷三十五·列傳第十一》：同（高斗樞）時王驥，字冀超，丹徒人。崇禎元年進士。歷孝感、嘉興知縣，兵部主事，湖北參議，廣東右布政使，太僕卿。
2. ↑  光緒《丹徒縣志·卷二十二·選舉志》：天啟七年丁卯科 沈幾榜 王驥 見進士
3. ↑  錢海岳《南明史·卷三十五·列傳第十一》：弘光元年正月，以左良玉薦，出為兵部右侍郎、副都御史，巡撫湖廣，辭未赴。永曆十二年，內應鄭成功，被執死。妾胡，江都人，被逮，仰藥賦絕命詩死。